# Inline-Skaterhockey-Bundesliga 2024
Die Saison 2024 ist die 29. Spielzeit der Inline-Skaterhockey-Bundesliga, in der zum 38. Mal ein Deutscher Meister ermittelt wurde. Ausrichter ist die Sportkommission Inline-Skaterhockey Deutschland im Deutschen Rollsport und Inline-Verband. Die Crash Eagles Kaarst wurden zum siebten Mal Deutscher Skaterhockey-Meister; erstmals gewannen die Kaarster den Titel zum dritten Mal in Folge.

## Teilnehmer
| Klub                 | Standort     | Vorjahr               | Play-offs             |                       |
| -------------------- | ------------ | --------------------- | --------------------- | --------------------- |
| Bissendorfer Panther | Wedemark (*) | 9.                    | -                     |                       |
| Crash Eagles Kaarst  | Kaarst       | 3.                    | Deutscher Meister     |                       |
| Crefelder SC         | Krefeld      | 1.                    | Finale                |                       |
| Düsseldorf Rams      | Düsseldorf   | 7.                    | Viertelfinale         |                       |
| Duisburg Ducks       | Duisburg     | 4.                    | Halbfinale            |                       |
| HC Köln-West Rheinos | Köln         | 6.                    | Viertelfinale         |                       |
| ESC Moskitos Essen   | Essen        | 2.                    | Halbfinale            |                       |
| Samurai Iserlohn     | Iserlohn     | 8.                    | Viertelfinale         |                       |
| IHC Atting           | Atting       | 5.                    | Viertelfinale         |                       |
| Rhein-Main Patriots  | Niddatal     | Meister 2. Bundesliga | Meister 2. Bundesliga | Meister 2. Bundesliga |

(*) Den Bissendorfer Panthern stand die Wedemark-Sporthalle in Mellendorf in dieser Saison erst ab dem letzten Heimspiel der regulären Saison am 31. August 2024 wieder zur Verfügung. Alle übrigen Heimspiele wurden im rund 30 Kilometer entfernten Lehrte ausgetragen.

## Modus
Die 1. Bundesliga ging mit zehn Mannschaften an den Start. Jede Mannschaft bestritt 18 Spiele. Die jeweils ersten acht Mannschaften erreichten die Play-offs, die im Best-of-Three-Modus (Hin-, Rück- und evtl. Entscheidungsspiel) ausgetragen wurden. Bei Punktgleichheit zählt der direkte Vergleich. Absteiger war die Mannschaft auf Platz 10 nach der Vorrunde. Der Sieger der Play-offs ist Deutscher Meister.

## Vorrunde
|     | Mannschaft           | Sp | G  | GP | U | VP | V  | Tore    | +/− | P  | %  |
| --- | -------------------- | -- | -- | -- | - | -- | -- | ------- | --- | -- | -- |
| 1.  | Düsseldorf Rams      | 18 | 14 | 0  | 0 | 0  | 4  | 176:106 | +70 | 42 | 78 |
| 2.  | Crash Eagles Kaarst  | 18 | 12 | 2  | 0 | 0  | 4  | 163:108 | +55 | 40 | 74 |
| 3.  | Crefelder SC         | 18 | 11 | 1  | 0 | 1  | 5  | 129:117 | +12 | 36 | 67 |
| 4.  | Rhein Main Patriots  | 18 | 10 | 0  | 0 | 3  | 5  | 137:114 | +23 | 33 | 61 |
| 5.  | Duisburg Ducks       | 18 | 10 | 0  | 0 | 1  | 7  | 133:108 | +25 | 31 | 57 |
| 6.  | Moskitos Essen       | 18 | 8  | 0  | 0 | 1  | 9  | 138:129 | +9  | 22 | 41 |
| 7.  | Bissendorfer Panther | 18 | 5  | 2  | 0 | 1  | 10 | 115:138 | −23 | 20 | 37 |
| 8.  | Samurai Iserlohn     | 18 | 4  | 2  | 0 | 0  | 12 | 122:163 | −41 | 16 | 30 |
| 9.  | HC Köln-West Rheinos | 18 | 3  | 2  | 0 | 1  | 12 | 94:126  | −32 | 14 | 26 |
| 10. | IHC Atting           | 18 | 4  | 0  | 0 | 1  | 13 | 89:187  | −98 | 13 | 24 |

Abkürzungen: Sp = Spiele, G = Siege, GP = Siege nach Penaltyschießen, U = Unentschieden, VP = Niederlage nach Penaltyschießen V = Niederlagen, P = Punkte
Erläuterungen:
Anmerkung: Den Moskitos Essen wurden drei Punkte wegen Nicht-Antritts abgezogen.

## Play-offs
(Modus „Best-of-Three“)

### Play-off-Baum
| Viertelfinale | Viertelfinale        | Viertelfinale       |   |                     | Halbfinale | Halbfinale | Halbfinale |  |  | Finale | Finale | Finale |
|               |                      |                     |   |                     |            |            |            |  |  |        |        |        |
| 1             | Düsseldorf Rams      | 2                   |   |                     |            |            |            |  |  |        |        |        |
| 8             | Samurai Iserlohn     | 0                   |   |                     |            |            |            |  |  |        |        |        |
| 8             | Samurai Iserlohn     | 0                   | 1 | Düsseldorf Rams     | 1          |            |            |  |  |        |        |        |
|               |                      |                     | 1 | Düsseldorf Rams     | 1          |            |            |  |  |        |        |        |
|               | 4                    | Rhein-Main Patriots | 2 |                     |            |            |            |  |  |        |        |        |
| 4             | 4                    | Rhein-Main Patriots | 2 | Rhein Main Patriots | 2          |            |            |  |  |        |        |        |
| 4             |                      |                     |   | Rhein Main Patriots | 2          |            |            |  |  |        |        |        |
| 5             | Duisburg Ducks       | 1                   |   |                     |            |            |            |  |  |        |        |        |
| 5             | Duisburg Ducks       | 1                   | 2 | Crash Eagles Kaarst | 2          |            |            |  |  |        |        |        |
|               |                      |                     |   | Crash Eagles Kaarst | 2          |            |            |  |  |        |        |        |
|               | 4                    | Rhein-Main Patriots | 1 |                     |            |            |            |  |  |        |        |        |
| 2             | 4                    | Rhein-Main Patriots | 1 | Crash Eagles Kaarst | 2          |            |            |  |  |        |        |        |
| 2             |                      |                     |   | Crash Eagles Kaarst | 2          |            |            |  |  |        |        |        |
| 7             | Bissendorfer Panther | 0                   |   |                     |            |            |            |  |  |        |        |        |
| 7             | Bissendorfer Panther | 0                   | 2 | Crash Eagles Kaarst | 2          |            |            |  |  |        |        |        |
|               |                      |                     | 2 | Crash Eagles Kaarst | 2          |            |            |  |  |        |        |        |
|               | 3                    | Crefelder SC        | 0 |                     |            |            |            |  |  |        |        |        |
| 3             | 3                    | Crefelder SC        | 0 | Crefelder SC        | 2          |            |            |  |  |        |        |        |
| 3             |                      |                     |   | Crefelder SC        | 2          |            |            |  |  |        |        |        |
| 6             | Moskitos Essen       | 1                   |   |                     |            |            |            |  |  |        |        |        |

### Viertelfinale
|                     |   |                      | Gesamt | 1. Spiel | 2. Spiel | 3. Spiel    |
| ------------------- | - | -------------------- | ------ | -------- | -------- | ----------- |
| Düsseldorf Rams     | – | Samurai Iserlohn     | 2:0    | 10:2     | 5:3      | -           |
| Crash Eagles Kaarst | – | Bissendorfer Panther | 2:0    | 11:7     | 10:6     | -           |
| Crefelder SC        | – | Moskitos Essen       | 2:1    | 14:2     | 5:6      | 12:11 n. V. |
| Rhein Main Patriots | – | Duisburg Ducks       | 2:1    | 7:2      | 4:5      | 9:2         |

### Halbfinale
|                     |   |                     | Gesamt | 1. Spiel    | 2. Spiel  | 3. Spiel |
| ------------------- | - | ------------------- | ------ | ----------- | --------- | -------- |
| Düsseldorf Rams     | – | Rhein-Main Patriots | 1:2    | 11:10 n. V. | 4:10      | 3:4      |
| Crash Eagles Kaarst | – | Crefelder SC        | 2:0    | 9:5 n. V.   | 9:7 n. V. | -        |

### Finale
|                     |   |                     | Gesamt | 1. Spiel   | 2. Spiel | 3. Spiel |
| ------------------- | - | ------------------- | ------ | ---------- | -------- | -------- |
| Crash Eagles Kaarst | – | Rhein-Main Patriots | 2:1    | 12:7 n. V. | 7:9      | 8:7      |

## Aufsteiger
Aus den 2. Bundesligen steigen der TV Augsburg als Meister sowie Deggendorf Pflanz als Vizemeister und Nachrücker direkt auf.

## Rückzug
Die Samurai Iserlohn zogen sich nach der Saison aus der 1. Bundesliga in die 2. Bundesliga zurück.

## Pokalsieger
Im Endspiel um den Deutschen Inline-Skaterhockey-Pokal 2024 gewannen die Düsseldorf Rams am 29. September 2024 gegen die Duisburg Ducks in Duisburg mit 10:6.